# Linnen

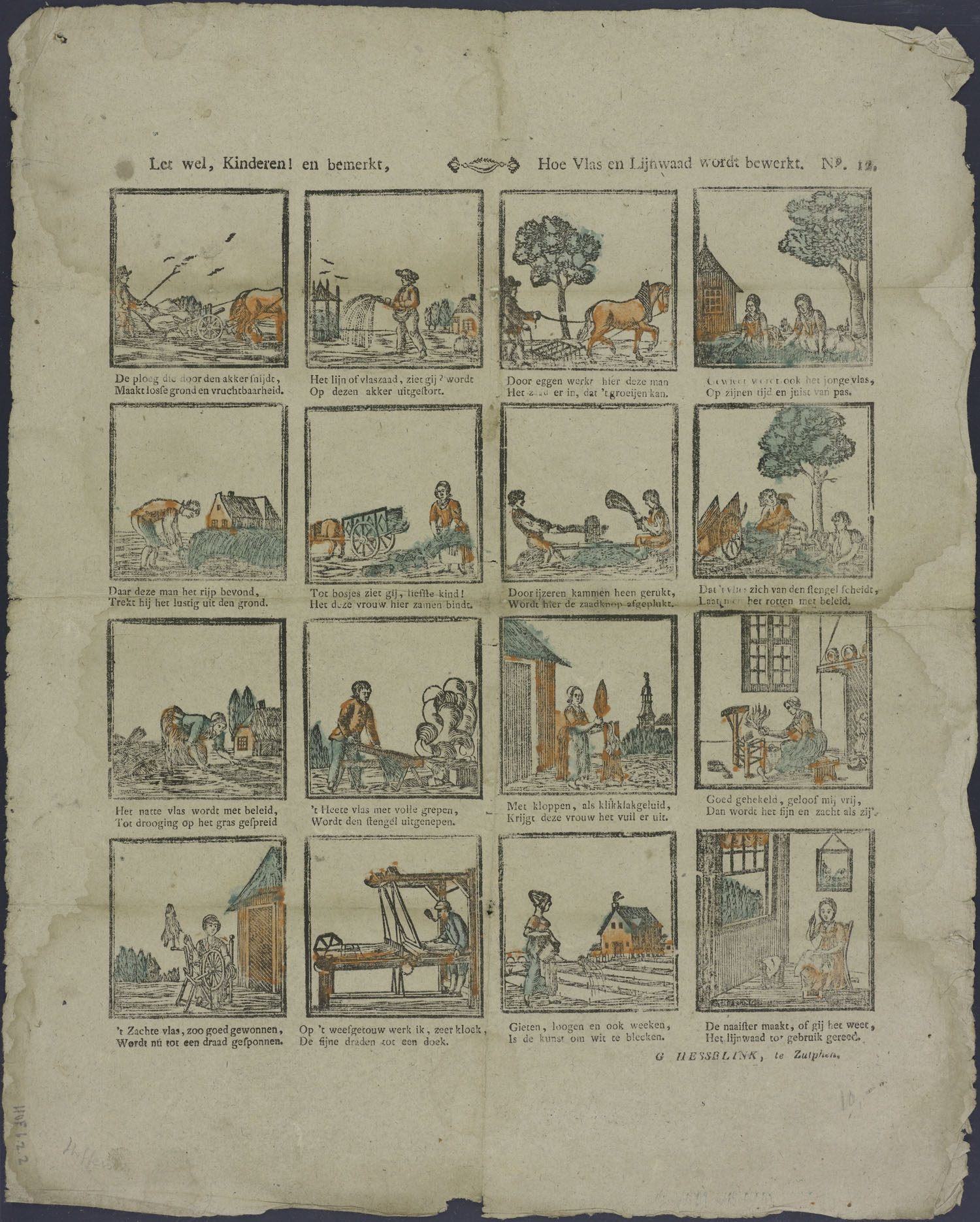
Het bewerken van vlas en linnen op een centsprent (ca. 1830): ploegen, vlaszaad zaaien, eggen, wieden, oogsten (uittrekken), tot bosjes binden, met ijzeren kammen de zaadknoppen eraf halen, stengels laten rotten, drogen van het vlas, verhitten en uit de stengels knijpen, het vuil er uit kloppen, hekelen om het zacht te maken, spinnen, weven, bleken en naaien van het linnen.

Linnen (ook wel met de oude term lijnwaad aangeduid) is een soort textiel dat gemaakt wordt uit vlas. Zowel de textielvezel als het uiteindelijke textiel wordt aangeduid als linnen. 
Na het trekken (oogsten) wordt het vlas gedroogd. Daarna volgen de volgende behandelingen:
- Roten en keren:
  - Vroeger werd het vlas eerst op het veld gedroogd. Daarvoor moest het meerdere malen gekeerd worden. Na het drogen wordt het vlas gerepeld (ontdaan van zaden) en blootgesteld aan vocht om de pectine af te breken die de vezels bijeenhoudt, het zg. dauwroten. In het verleden rootte men het vlas in rivieren, bijvoorbeeld in de Leie, of in waterbakken waardoor de vlasvezels een gouden gloed kregen, het zogenaamde waterroten.
  - Om ecologische redenen wordt het vlas tegenwoordig direct na het trekken geroot door het uit te spreiden over het veld, waar het gedurende enkele weken wordt blootgesteld aan regen, dauw en zonneschijn; dauwroot dus. Ook hier moet het vlas gekeerd worden.
- Zwingelen en hekelen:
  - Gedurende deze mechanische processen worden de vezels gescheiden van het stro. Korte vezels (de touwvezels of lokken) worden gebruikt voor het spinnen van touw en grove garens; de fijne, lange vezels (het lint) leveren uiteindelijk het fijnste linnengaren op. Het stro wordt gebruikt voor het persen van platen voor de bouw.

## Gebruik
Linnen wordt niet alleen gebruikt om kleding te maken, maar ook voor grotere oppervlakken zoals tafelkleden en gordijnen en schilderdoeken. Ook werd en wordt het nog steeds veel gebruikt als bekledingsmateriaal van boekbanden. Ook werd linnen gebruikt voor de bouw van vliegtuigen.
Linnendraad is sterk. Daarom wordt het traditioneel gebruikt voor kantklossen. Een zeer dikke linnen naaidraad wordt vanwege de sterkte ervan ijzergaren genoemd.

## Vlas- en linnenmusea
- In Koewacht (Zeeuws-Vlaanderen) bevindt zich het Museum 't Vlasschuurken in de streek waar van oudsher in Nederland het meeste vlas verbouwd is.
- In Klundert vindt men het Vlasserij-Suikermuseum.
- In Kortrijk bevindt zich het museum Texture over de rivier de Leie en vlas
- In Ee (Friesland) is het vlasmuseum. Jaarlijks is er een vlasroute, de zgn. “Follow the Blue Line”, waarin ook het vlasmuseum in Ee is opgenomen.

## Fotogalerij

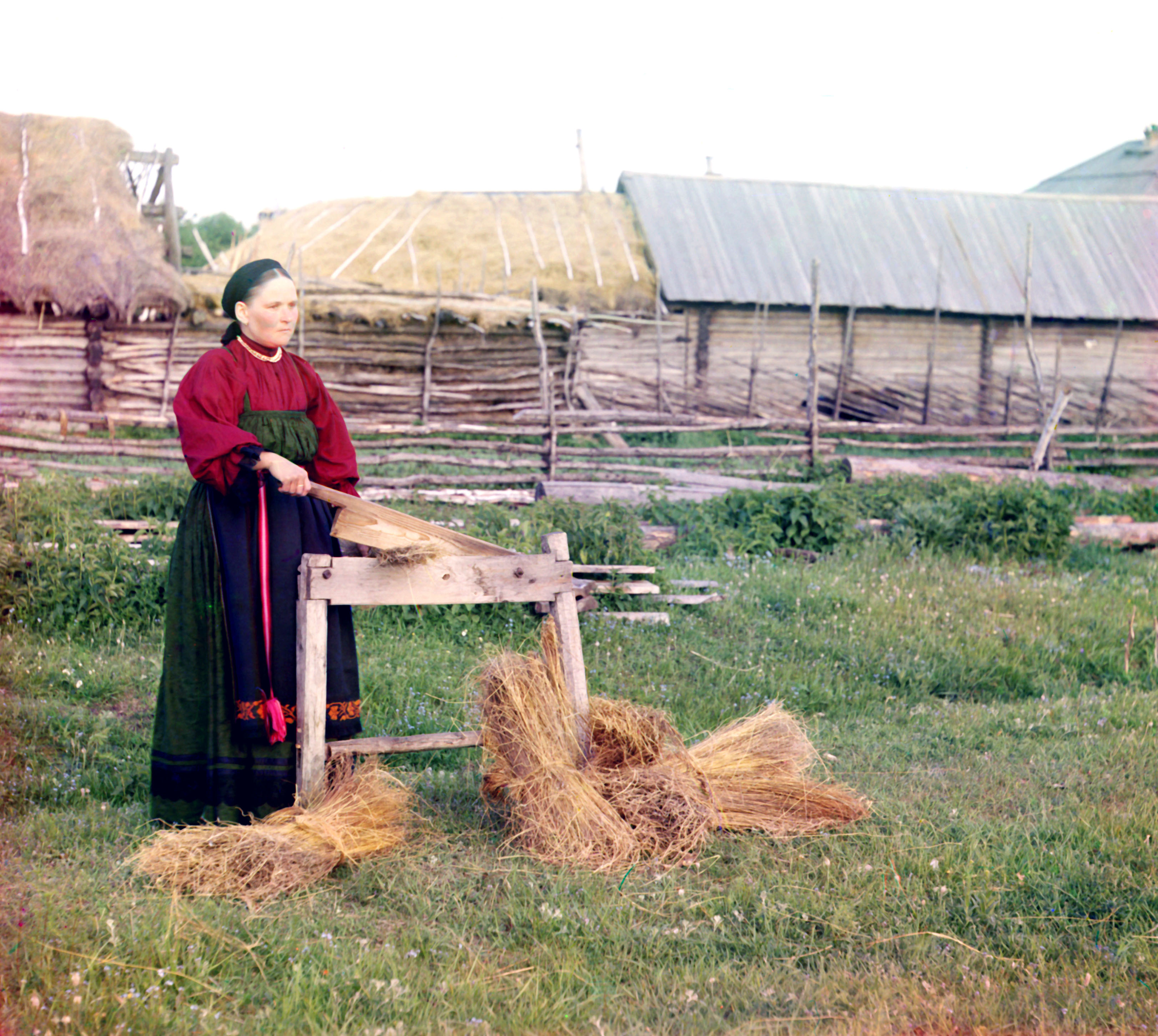
Traditionele vlasbewerking op het veld
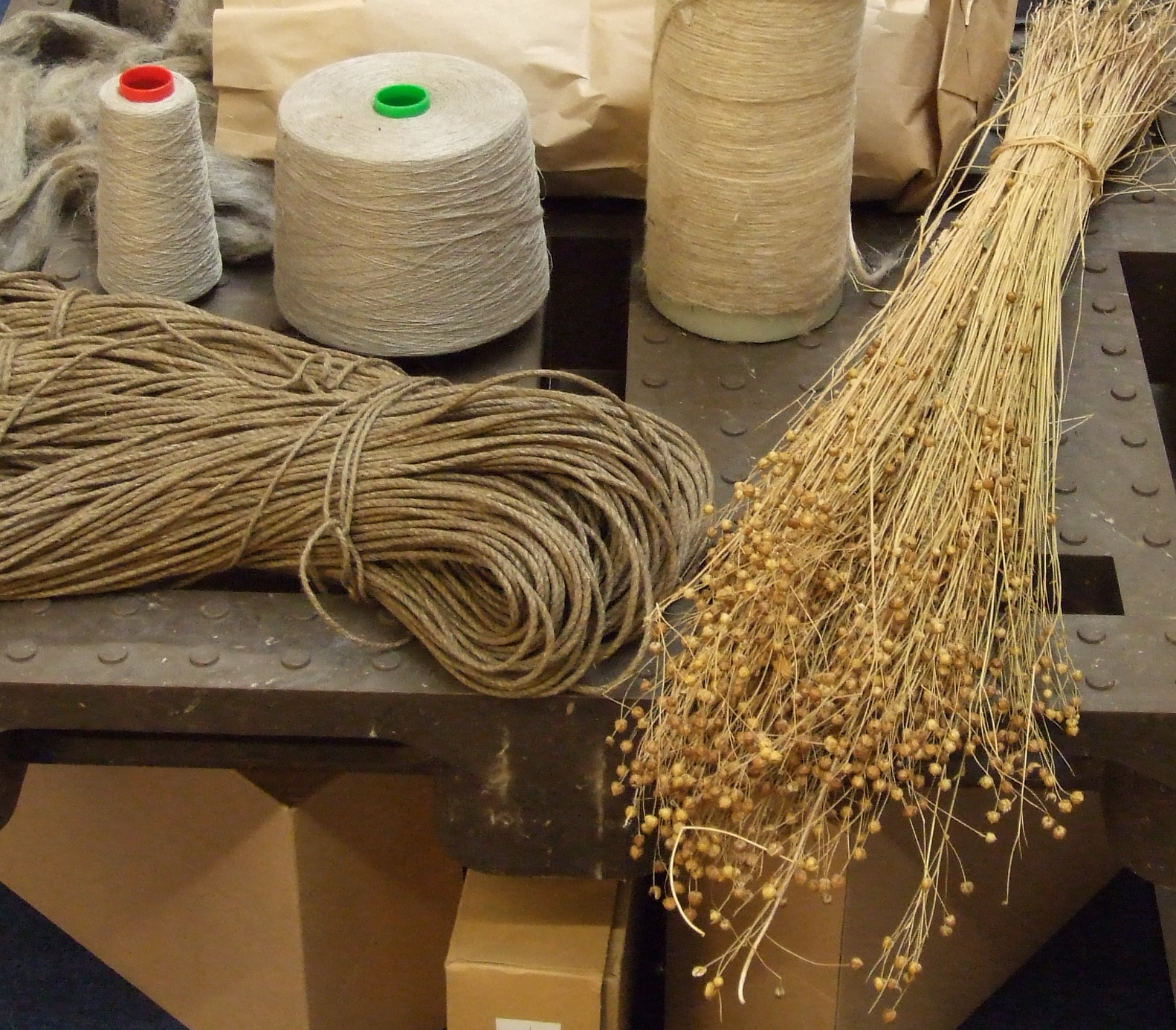
Vlas, garen en touw
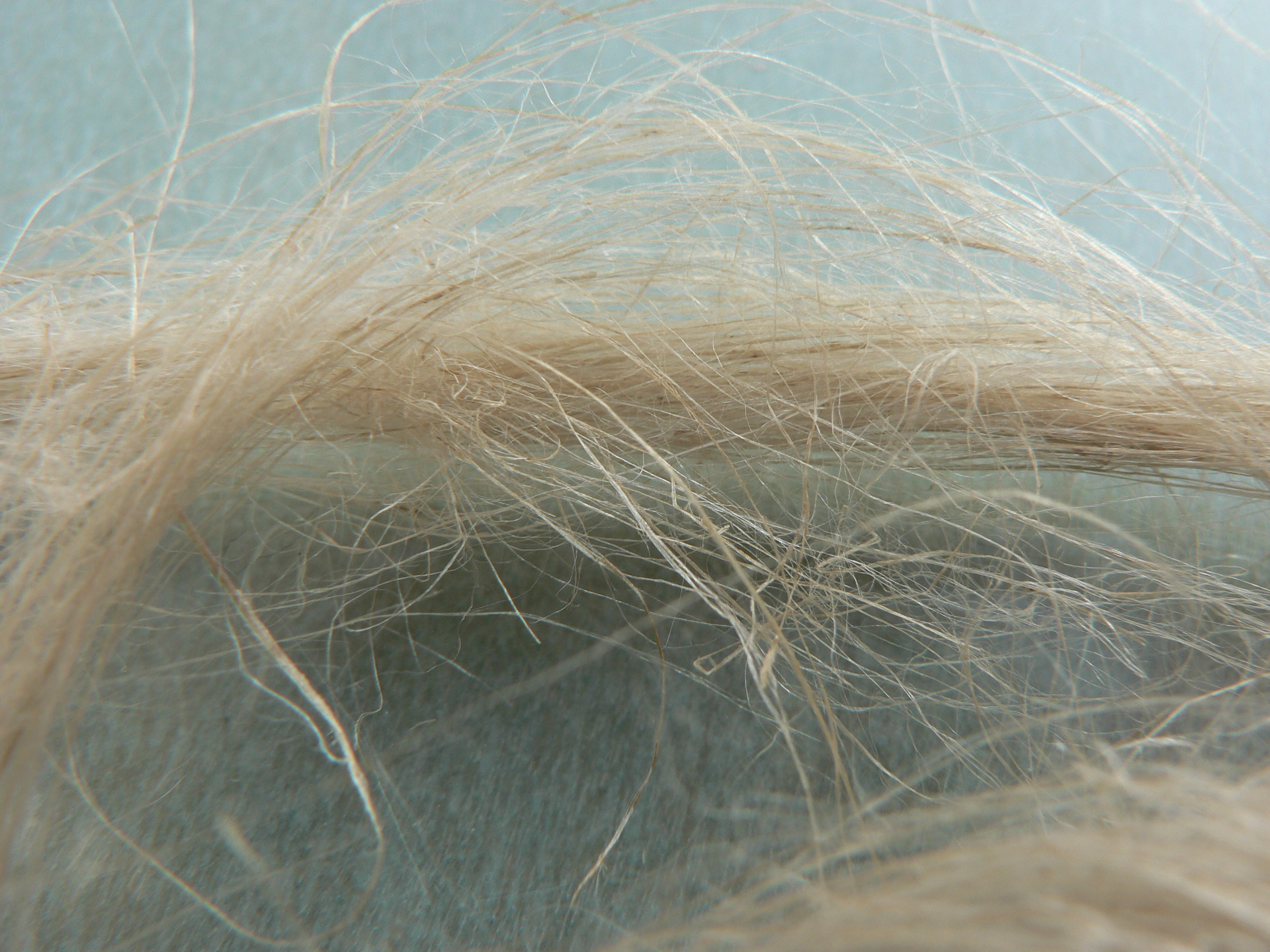
Vlasvezels